# گنجشک روباه توسی
گنجشک روباه توسی (نام علمی: Passerella iliaca schistacea) نام یک زیرگونه از گونه گنجشک روباه است.